# Адамс (Масачусетс)
Адамс (енгл. Adams) насељено је место без административног статуса у америчкој савезној држави Масачусетс.

## Демографија
По попису из 2010. године број становника је 5.515, што је 269 (-4,7%) становника мање него 2000. године.
| Група             | 2000.         | 2010.         |
| Белци             | 5.643 (97,6%) | 5.296 (96,0%) |
| Афроамериканци    | 20 (0,3%)     | 35 (0,6%)     |
| Азијати           | 12 (0,2%)     | 32 (0,6%)     |
| Хиспаноамериканци | 59 (1,0%)     | 57 (1,0%)     |
| Укупно            | 5.784         | 5.515         |